# Friedhofskapelle (Möckmühl)

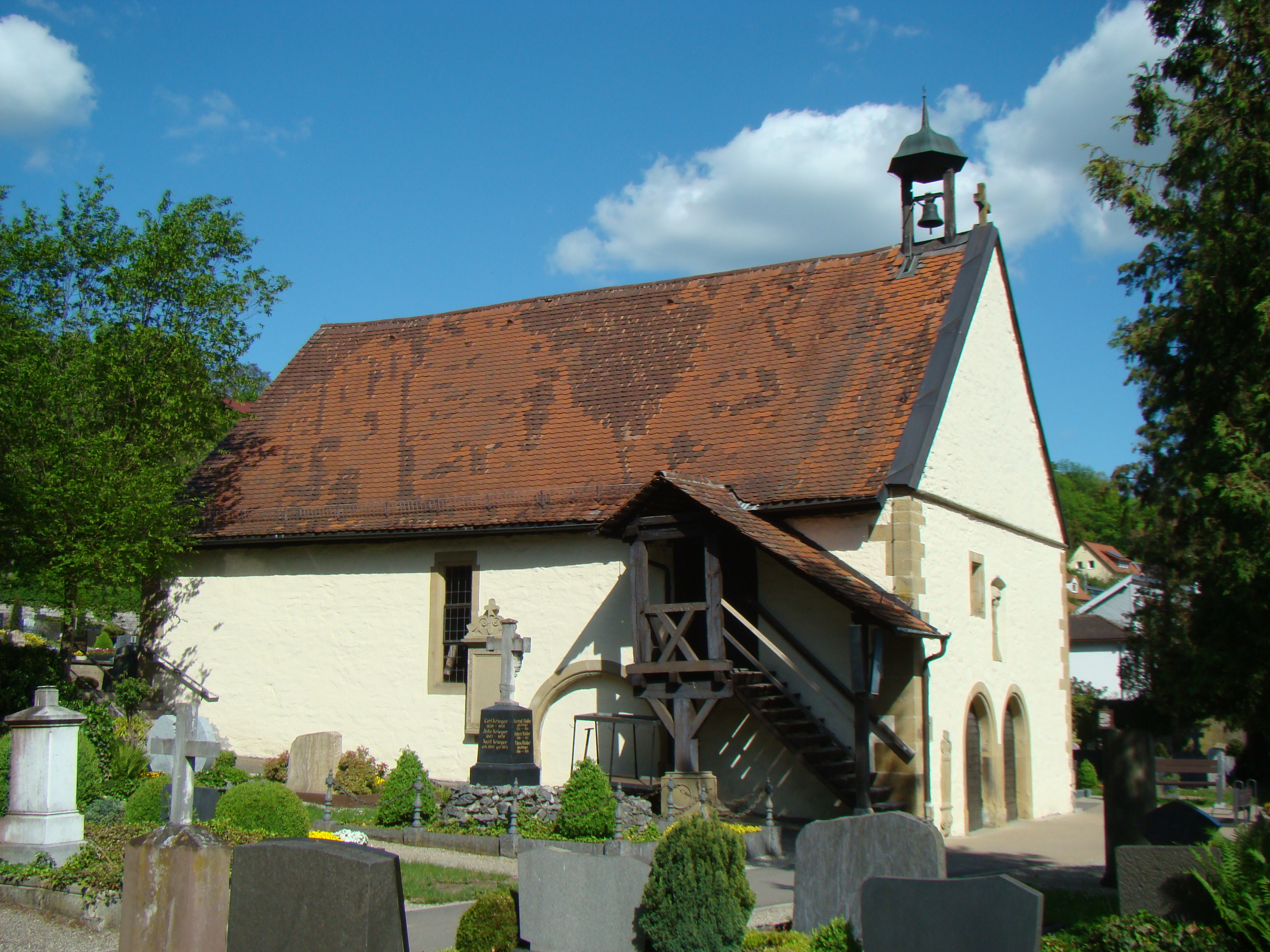
Friedhofskapelle in Möckmühl

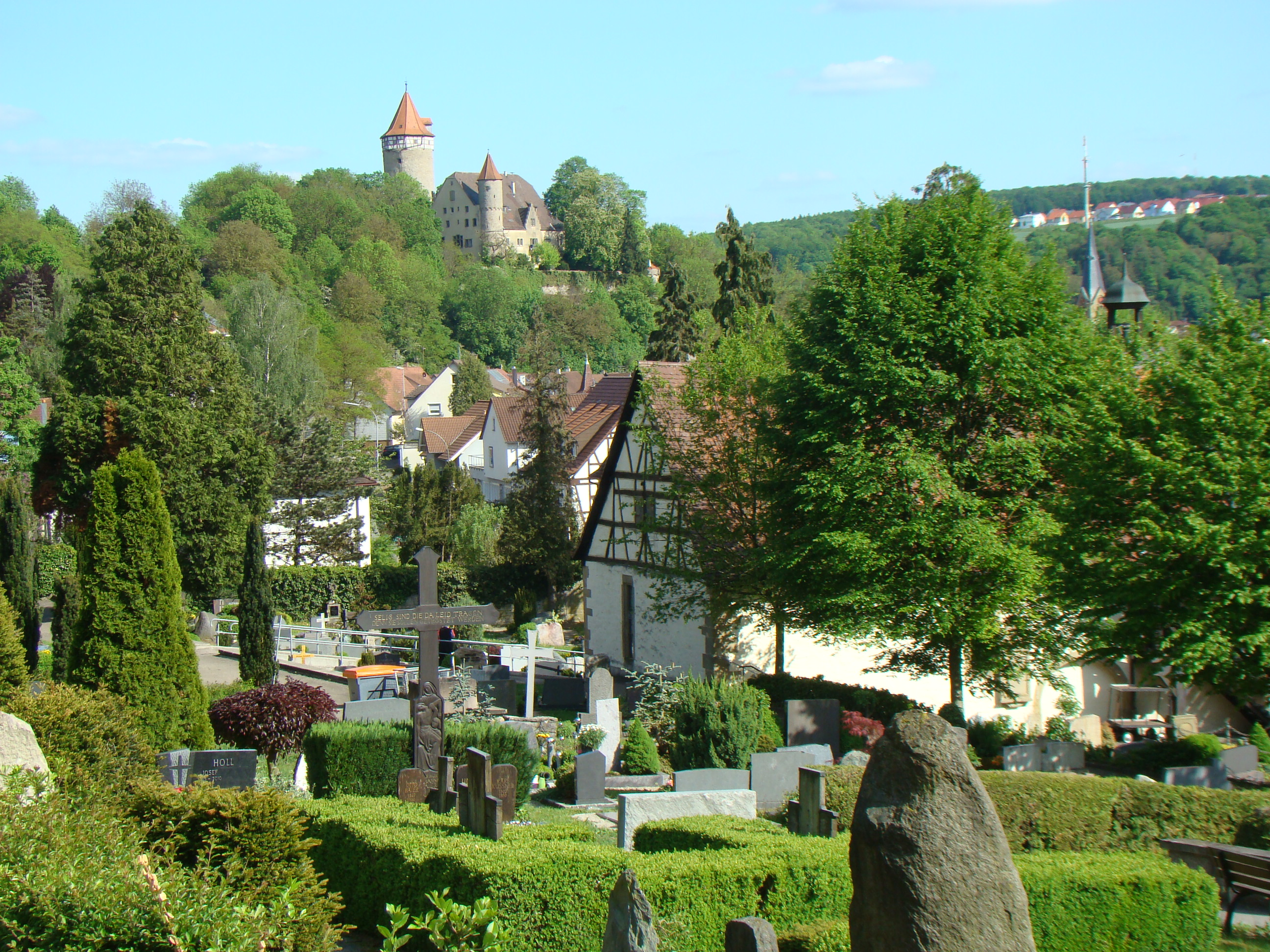
Blick über den Friedhof und die Kapelle zur Burg Möckmühl

Die Friedhofskapelle in Möckmühl im Landkreis Heilbronn im nördlichen Baden-Württemberg wurde um 1580 erbaut.

## Geschichte
Der ursprüngliche Friedhof in Möckmühl lag um die alte Bonifatiuskirche am Platz der heutigen Evangelischen Stadtkirche. Vermutlich gab eine Pestepidemie im Jahr 1574 den Anlass, den Friedhof nach außerhalb der Stadtmauern zu verlegen. Für das Jahr 1579 hat sich in den Urkunden die Abschrift des Verdingungsvertrags mit dem Baumeister Hans Friedberger aus Roigheim zur Errichtung einer neuen Friedhofskapelle erhalten. Die Kapelle wurde ausschließlich mit regionalen Baumaterialien errichtet: Sandsteine aus der Schafklinge, Sand aus den Gauferwiesen, Kalk und Dachziegel aus der Ziegelhütte an der Straße nach Bittelbronn, Lattnägel aus Neuenstadt am Kocher und Dachlatten aus Gundelsheim. Das an der Nordwand der Kapelle aufgestellte steinerne Denkmal, das an die Fertigstellung des Baus 1581 erinnert und mit einem Kruzifix und einer Allegorie der Vergänglichkeit (ein an die Erde gefesseltes Kind mit Totenschädel und Sanduhr) sowie mit Wappen und Handwerkszeichen geschmückt ist, wurde von dem Steinmetzen Balthasar Albert gefertigt. Derselbe Künstler hat gemäß einer Abrechnung von 1582/83 auch das Christophorusbild in einer Nische der Südwand gemalt. Die Empore der Kapelle wird nicht im Werkvertrag von 1579 erwähnt und wurde erst nachträglich eingebaut. Sie war ursprünglich wohl durch eine Treppe im Inneren zu erreichen, bevor 1688 noch die überdachte Treppe außen ergänzt wurde. Bis auf den später ergänzten Dachreiter hatte die Kapelle dadurch ihre heutige Gestalt erreicht.
In und an der Kapelle haben sich zahlreiche Grabdenkmale aus dem 16. bis frühen 18. Jahrhundert erhalten. Die älteren Grabdenkmale, wie das des 1565 gestorbenen ehemaligen Chorherren und späteren evangelischen Stadtpfarrers von Mulfingen, Stephan Binicker, stammen wohl noch vom alten Friedhof. Ein außen an der Kapelle angebrachter Grabstein wurde 1957 als Deckstein des Rathausbrunnens aufgefunden und kann einem Hans Reinhart zugeordnet werden, vermutlich ein Verwandter des gleichnamigen, 1559 verstorbenen Kellers, dessen Erben 1617 eine großzügige Stiftung zugunsten der Friedhofserweiterung erbracht haben. Ein weiterer Grabstein an der Außenwand der Kapelle stammt aus dem Pestjahr 1635, für das in Möckmühl 678 Tote verzeichnet wurden. Ein anderer Stein aus jenem Jahr ist in die Friedhofsmauer eingelassen. Die Kindergrabmale der Töchter des Vogtes Johann Friedrich Kless von 1665 und 1667 waren einst in den Boden der Kapelle eingelassen. Als man sie in den 1960er Jahren an die Seitenwand der Kapelle versetzt versetzte, fand man darunter noch die Kindersärge und Gebeine der Bestatteten vor.
Zu den weiteren historischen Ausstattungsgegenständen der Kapelle zählt neben den Grabdenkmalen auch das Kruzifix, das aus der 1898 abgebrannten Stadtkirche stammt. Auch das Sakramentshäuschen der Stadtkirche, datiert 1471, befand sich seit dem 16. Jahrhundert lange Zeit in der Friedhofskapelle, kam dann aber 1974 zurück in die Stadtkirche.